# Innocent Love
Innocent Love är en låt framförd av Robin Bengtsson i Melodifestivalen 2022. Låten som deltog i den första deltävlingen, gick direkt vidare till final.
Låten är skriven av David Lindgren Zacharias, Sebastian  Atas, Victor Sjöström, Victor Crone och Viktor Broberg.